# Měšťanský pivovar (Olomouc)
Měšťanský pivovar fungoval v Olomouci mezi lety 1715-1924. Nacházel se na bloku mezi městskými hradbami, který byl ohraničen ulicemi Lafayetovou a Uhelnou. Sladovna o dvou patrech s dvoukřídlou dispozicí a vysokou valbovou střechou stála v severovýchodní části areálu. Čistě samotný pivovar byl umístěn v obdélné budově na jihozápadní straně bloku. Tyto dvě budovy vytvářely uzavřený dvůr. Součástí tohoto komplexu byl i pozdně barokní trojkřídlý dům na adrese č.o. 14, který obsadil jižní kout bloku, a v západním rohu byl dům č.o. 12 s připojenou dvoukřídlou přízemní užitkovou stavbou.

## Historie
17. srpna 1711 dostali měšťanští pivovarníci od císařovny vdovy Eleonory Magdaleny Terezie povolení ke stavbě společného měšťanského pivovaru. V květnu 1714 se začalo se stavbou společného měšťanského pivovaru se sladovnou na Romhofě (dnes ústí Uhelné a Lafayetovy ulice pod Dolním náměstím). Pivovar vznikl jako společný měšťanský pivovar majitelů várečného práva v roce 1715, kteří se sdružili v korporaci nazvané „pivovarský urbář“.[zdroj?]
V letech 1753-1768 byl Měšťanský pivovar v Olomouci pronajat Leopoldem Biasmayerem a jeho společníky. Během pruského obležení Olomouce v roce 1758 došlo k vyhoření pivovaru. V důsledku rostoucí poptávky se vlastníci rozhodli v letech 1809-1811 postavit další pivovar na Bělidlech. Oba pivovary byly v roce 1823 pronajaty Josefu Brančovskému a spol., a Martinu Burdovi a Jiřímu Šavlickému. V roce 1828 převzal sládek František Reim a spol. provoz. Mezi lety 1834 a 1858 byl Urbář odpovědný za vedení pivovarů ve vlastní režii. Později byly pivovary pronajaty firmě Singer a Hamburger, která je provozovala po několik dalších let. S ohledem na nesplnění moderních požadavků rozhodlo právovárečné měšťanstvo v roce 1895 postavit nový pivovar na Nové ulici. Avšak právovárečné měšťanstvo bylo zrušeno k 10. února 1922.

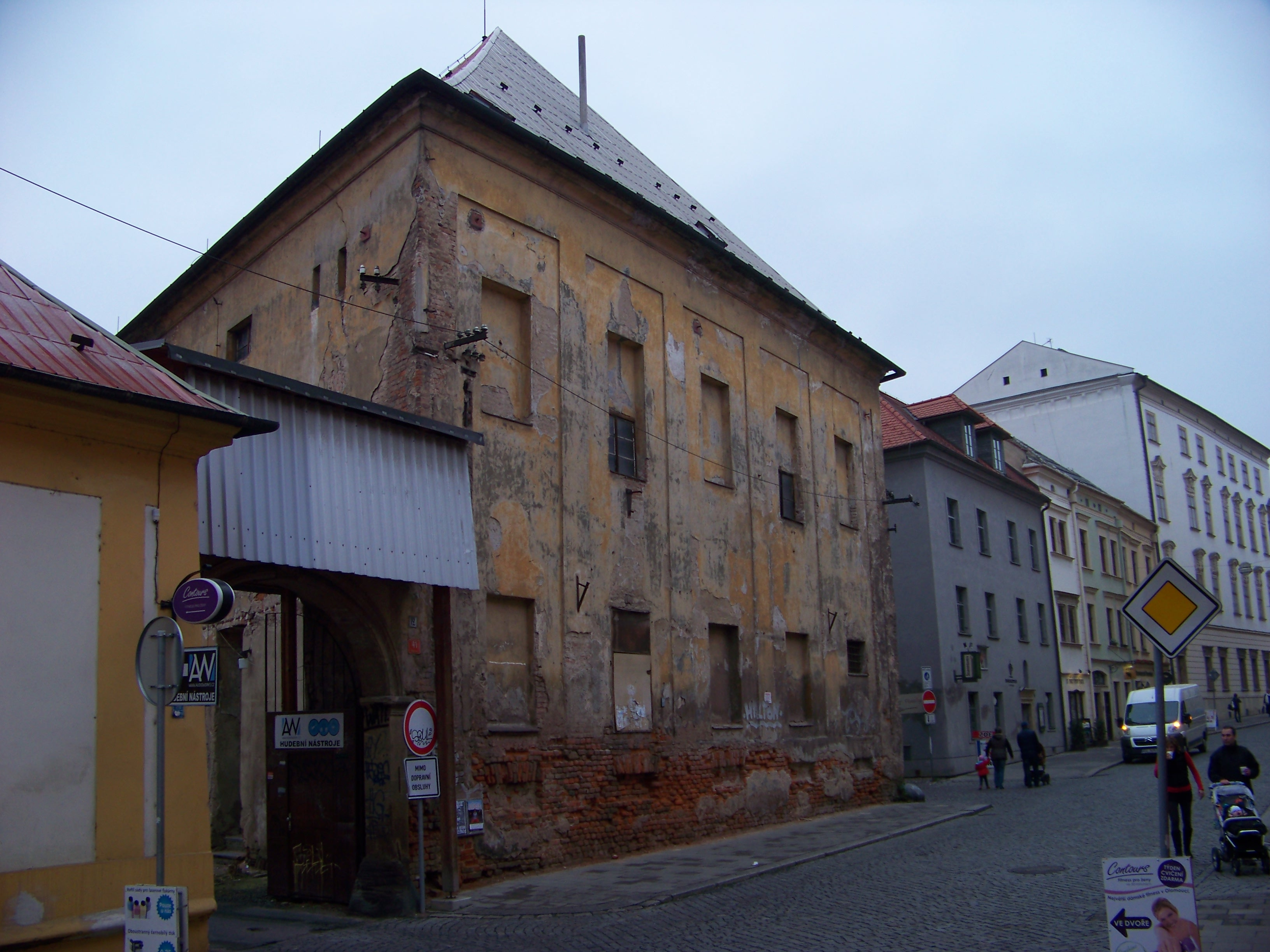
Měšťanský pivovar nyní

V roce 1922 byl pivovar zakoupen brněnským podnikatelem A. R. Zadražilem z konkurzní podstaty. Následně přešel do vlastnictví Pozemkového ústavu v Olomouci, který jej v roce 1924 definitivně uzavřel. Během následujících let, konkrétně v roce 1924, došlo k úpravě fasád, v roce 1929 k drobným opravám a v roce 1932 byl stržen starý tovární komín. Po roce 1945 byl objekt přizpůsoben pro státní správu a během 50. let byl upraven pro potřeby Vinařských závodů a n.p. Řempo. Celkové statické zajištění proběhlo v roce 1985.
Nyní[kdy?] je areál téměř opuštěný a chátrá. Pouze malá část areálu je využita ke komerčním účelům.

## Popis
Měšťanský pivovar nyní Přízemní nárožní budova je orientována směrem do Lafayettovy ulice a má klasicistní devítiosé průčelí. Toto průčelí zdobí rizalit s hlavním vstupem uprostřed, který je zakončen trojúhelníkovým tympanonem ve střeše. Rizalit má bosáž, a vstup je zaklenut odskočeným segmentem lemovaným lištou. Průčelí je rozčleněno lisenovými sdruženými rámy, ve kterých jsou umístěna dvě okna lemovaná lištou. Podokapní římsa uzavírá toto průčelí. Střecha objektu je valbová s hřebenem ve směru Lafayettovy ulice.[zdroj?]
Jihozápadní průčelí má šest os, což odpovídá hlavnímu průčelí. Celé přízemí je zaklenuto. Na straně Lafayettovy ulice se nachází chodba s dvěma plackami, za kterou následuje dvorní budova. Tato chodba je zaklenuta dvěma plackami. Po obou stranách této chodby jsou v prvním traktu dvě klášterní klenby, ve druhém a třetím traktu jsou valené klenby s pětibokými výsečemi a pole zaklenuté plackami. V severním nároží domu se nachází klášterní klenba s rohovými sdruženými trojúhelníkovými výsečemi a pětibokými výsečemi na třech stranách.[zdroj?]
Rozsáhlý dvoukřídlý objekt má barokní průčelí. Je orientován do Lafayettovy ulice na jihovýchodě, do Uhelné ulice na severovýchodě a severozápadě. Průčelí na jihozápadě směřuje do vnitřního dvora a má tříosý rizalit zakončený barokním štítem a konkávně prohnutými křídly s segmentovým tympanonem. Průčelí je členěno opěrnými pilíři a lisénovými rámy. Okenní otvory jsou malé a zasazené do polí, která jsou tvořena opěrnými pilíři.[zdroj?]
Vedle dvorního rizalitu je vstup v barokním portálu s lištou, ušima a kapkami. K objektu přiléhá barokní brána u Lafayettovy ulice, vedoucí do dvora. Eliptický zaklenutý otvor, který má pilastry nesoucí profilovanou archivoltu se středním klenákem s hlavou satyra a lišky. Pravoúhlé zarámování tvoří pilastry a římsa, ve cviklech jsou barokní rozviliny.[zdroj?]
Suterén objektu je pod delším křídlem u Uhelné ulice, až po dvorní rizalit. Je řešen stejně jako přízemí s konstrukčním dvojtraktem. Dvojlodí je zaklenuto a nese při styku lodí čtvercové nosné pilíře, do nichž se opírají oboustranné trojúhelníkové výseče nízkých valených kleneb. Přízemí má dvoulodní uspořádání s nosnými obdélníkovými pilíři uprostřed, na nichž jsou pilastry. Valené klenby mají trojúhelníkové výseče, které vybíhají ze hran opěrných pilířů a hran pilastrů, vytvářejí zkosené hrany výsečí zdobené vytaženými hřebínky. Patro objektu má dřevěný trámový strop s dřevěným záklopem.